# Batman: Son of the Demon
Batman: Son of the Demon («Бэтмен: Сын Демона») — графический роман, созданный сценаристом Майклом В. Барром и художником Джерри Бингхэмом, опубликованный в 1987 году издательством DC Comics. Был выпущен в твёрдом переплете и в мягкой обложке.
В 2006 году Грант Моррисон, опираясь на эту историю, создал комикс «Batman & Son», который выпустило издательство Elseworlds — импринт, принадлежащий DC Comics.
Также в 2006 году DC Comics выпустило новое издание комикса Batman: Son of the Demon с обложкой от Энди Куберта, связав его с сюжетной аркой «Batman & Son».

## Сюжет
История сосредоточена вокруг экотеррориста и главы Лиги Теней Ра’с аль Гула, который помогает Бэтмену раскрыть убийство Харриса Блэйна, одного из самых известных учёных Готэма. Бэтмен и Ра’с аль Гул выходят на человека, известного среди террористов как Каин. Каин — ассасин-изгой, убивший жену Ра’с аль Гула и мать Талии. У Бэтмена в течение многих лет был бурный и полный неопределенности роман с Талией, несмотря на идеологические конфликты с её отцом. В ходе сюжетной линии Бэтмен ухаживает за Талией. Когда Бэтмен спрашивает её о церемонии бракосочетания, Талия отвечает, что такое уже случалось. Её отец ранее, пытаясь не дать Бэтмену вмешаться в свои планы, уже проводил такой ритуал, основываясь на обычаях своей страны, где для объявления брака необходимо лишь согласие невесты. Вскоре Талия беременеет, и перспектива создания семьи сильно влияет на поведение Бэтмена, делая его действия более рискованными, а взгляды — мягкими. Он чуть не уничтожил охрану уже беременной (и всё ещё очень опасной по своему происхождению) Талии, поставленную для отражения атаки наёмников. Наблюдая за чрезмерной опекой Бэтмена, Талия решает, что не может позволить ему продолжать в том же духе, потому что он наверняка будет убит. С этой целью Талия утверждает, что у неё случился выкидыш. Сломленный новостью, Бэтмен возвращается к своему обычному мрачному нраву, они с Талией разрывают брак. Бэтмен возвращается в Готэм, не зная, что Талия всё ещё носит его ребёнка.
Родившегося мальчика отдают в детский дом, откуда его вскоре усыновляет семейная пара с запада. Единственный намёк на его впечатляющее происхождение — жемчужное инкрустированное ожерелье, которое Брюс подарил Талии незадолго до нападения Каина на штаб-квартиру Ра’с аль Гула.

## Критика
IGN поставил комикс Batman: Son of the Demon на седьмое место в списке 25 величайших графических романов о Бэтмене, сказав, что это «лучшая история Ра’с аль Гула» и «один из самых стремительно развивающихся сюжетов, который вы когда-либо читали».